# سويسرا في الألعاب الأولمبية
سويسرا في الألعاب الأولمبية الألعاب الأولمبية هي من أهم الأحداث الرياضية في سويسرا، ويقوم الإتحاد الأولمبي السويسري بالإشراف في شؤون مشاركة سويسرا في الألعاب الأولمبية، تعتبر سويسرا مع فرنسا و بريطانيا العظمى هي الدول الوحيدة التي شاركت في جميع دورات الألعاب الأولمبية الصيفية والشتوية، فازت سويسرا حتى الآن في مشوارها في الألعاب الأولمبية الصيفية بمجموع 185 ميدالية في الألعاب الأولمبية الصيفية منها 47 ميدالية ذهبية و 73 فضية و 65 برونزية، وأكثر الرياضات التي تنافس فيها سويسرا هي الجمباز و التجديف و الرماية و الفروسية و سباق الدراجات الهوائية و المصارعة و كرة المضرب و السباق الثلاثي ورياضات أخرى.
في الألعاب الأولمبية الشتوية تعتبر سويسرا من الدول التي شاركت في جميع دوراتها، من أول دوراتها في دورة 1924 في شاموني في فرنسا، كما أن سويسرا إستضافت الألعاب مرتين الأولى كانت في دورة 1928 في مدينة سان موريتز والثانية كانت في دورة دورة 1948 في مدينة سان موريتز أيضاً وعادةً ما كانت تحتل المراكز ال10 الأولى في كل دورة كما أنها وصلت إلى المركز الثالث في ترتيب الميداليات في 3 دورات في 1948 و 1972 و 1988 وتحتل سويسرا المركز السابع ضمن أكثر الدول الفائزة بميداليات في الألعاب الأولمبية الشتوية.

## وصلات خارجية
- الأبطال الأولمبيون موقع اللجنة الأولمبية الدولية
- موقع اللجنة الأولمبية فرع سويسرا